# ネーメト・ミクローシュ (政治家)
ネーメト・ミクローシュ（ハンガリー語: Németh Miklós, 1948年1月14日 - ）は、ハンガリーの政治家、経済学者。
ハンガリー首相を1988年11月24日から1990年5月23日まで務めた。
中東欧諸国で共産主義政権の崩壊が相次いだ東欧革命の激動の時代に、ハンガリー社会主義労働者党の指導者（政治執行委員会幹部会員）として、そしてハンガリーの共産主義政権の最後の首相として、ハンガリー民主化運動に関わった。

## 出生・初期の経歴
1948年1月14日、旧ゼンプレーン県(現：ボルショド・アバウーイ・ゼンプレーン県)モノクの農家に生まれる。
1971年、カール・マルクス経済大学(現:ブダペシュト・コルヴィヌス大学)を卒業し、そのまま教員・研究者として勤務した。1974年から1976年に奨学金を得て、米国のハーバード・ビジネス・スクールに留学した。
1976年にハンガリー社会主義労働党に入党し、その後、党本部などで様々な要職を歴任した。

## 首相時代
1988年、カーダール・ヤーノシュ書記長の引退に伴って閣僚評議会議長（首相）だったグロース・カーロイが後任の書記長となると、ネーメトがグロースの後任として首相に任命された。ネーメト内閣成立後の1989年3月から、反体制派の在野の民主化勢力との円卓会議が行なわれ、総選挙の実施に合意した。
1989年5月、ネーメト内閣のもとでハンガリー政府はオーストリア国境との鉄条網の一部の撤去を行い、「鉄のカーテン」を取り払った。1989年8月19日に民主化勢力による汎ヨーロッパ・ピクニックがオーストリア国境で実施されたが、ネーメトはポジュガイ・イムレ政治局員ら党内の急進改革派と共にこれを後援した。9月11日にはネーメト内閣は東ドイツ市民がオーストリア経由で西ドイツに向かう際に、ハンガリーを通過することを正式に許可した。この決定により、東ドイツのホーネッカー書記長から激しい抗議を受けることとなったのだが、ネーメト内閣による東ドイツ市民への自由通過許可の決定こそ11月9日から10日にかけて起きたドイツのベルリンの壁崩壊の遠因となった。
ネーメトはソビエト連邦のゴルバチョフ書記長と秘密裏に会談しており、ソ連軍が1956年のハンガリー動乱の時のようにハンガリーの内政に介入しないことを確認していた。また、西ドイツ政府とも非公式に連携していた。10月、憲法改正によって、ハンガリー人民共和国はハンガリー共和国へと移行し、ハンガリー社会主義労働者党も新たに中道左派政党のハンガリー社会党に移行した。社会党創設メンバーとなったネーメトは、ポスト共産主義政権の第三共和政初代首相となった。
1990年に共産主義政権崩壊後初めてとなる議会選挙が実施されたが、ハンガリー民主フォーラムに破れた。同年5月23日に首相を辞任し、民主フォーラムのアンタル・ヨージェフが後任の首相となった。

## 辞任後のキャリア
首相辞任後、旧共産圏の中東欧諸国の経済移行を支援するロンドンの欧州復興開発銀行（EBRD）の副総裁に就任し、2000年まで務めた。その後、ハンガリーに帰国した。2002年にハンガリー社会党から首相候補として再出馬することを目指したが、党の公認首相候補に選ばれず、断念した。ネーメトの代わりにハンガリー社会党の公認首相候補となったメッジェシ・ペーテルは、選挙に勝ち、首相となった。

## 参照
1. 1 2  “UNDP Statement on External Review”.   United Nations Development Programme. 2011年7月23日時点のオリジナルよりアーカイブ。2010年3月18日閲覧。
2. ↑  Michael Meyer, "The picnic that brought down the Berlin Wall" http://www.latimes.com/news/opinion/la-oe-meyer13-2009sep13,0,6751343.story

| 公職                    | 公職                                                      | 公職                      |
| ----------------------- | --------------------------------------------------------- | ------------------------- |
| 先代 グロース・カーロイ | ハンガリー人民共和国閣僚評議会議長 第11代∶1988年 - 1989年 | 次代 国名変更             |
| 先代 国名変更           | ハンガリー共和国首相 初代∶1989年 - 1990年                 | 次代 アンタル・ヨージェフ |